# Tennis ai XVII Giochi dei piccoli stati d'Europa
Le competizioni di tennis ai XVII Giochi dei piccoli stati d'Europa si sono svolte dal 30 maggio al 3 giugno 2017.

## Podi

### Maschile
| Evento      | Oro          | Argento     | Bronzo                          |
| Individuale | Florent Diep | Ugo Nastasi | Lucas Catarina Eleftherios Neos |
| Doppio      | Cipro        | Monaco      | Malta Lussemburgo               |

### Femminile
| Evento      | Oro                     | Argento           | Bronzo                          |
| Individuale | Raluca Georgiana Serban | Eleonora Molinaro | Francesca Curmi Elaine Genovese |
| Doppio      | Cipro                   | Malta             | San Marino                      |

### Misto
| Evento       | Oro         | Argento | Bronzo           |
| Doppio misto | Lussemburgo | Cipro   | Malta San Marino |

## Medagliere
| Pos.   | Paese       | Oro | Argento | Bronzo | Totale |
| ------ | ----------- | --- | ------- | ------ | ------ |
| 1      | Cipro       | 3   | 1       | 1      | 5      |
| 2      | Lussemburgo | 1   | 2       | 1      | 4      |
| 3      | Monaco      | 1   | 1       | 1      | 3      |
| 4      | Malta       | 0   | 2       | 3      | 5      |
| 5      | San Marino  | 0   | 0       | 3      | 3      |
| Totale | Totale      | 5   | 5       | 8      | 18     |